# Nabran
Nabran è un comune dell'Azerbaigian situato nel distretto di Xaçmaz. Contava al 2009 una popolazione di 1 313 abitanti.